# Filip Damjanović
Filip Damjanović (in serbo Филип Дамјановић?; Belgrado, 2 luglio 1998) è un calciatore serbo, difensore svincolato.

## Carriera

### Club
Cresciuto nel settore giovanile del Voždovac, ha trascorso la prima parte della carriera tra il club d'origine, dove però non è mai stato impiegato in prima squadra, e un periodo in prestito all'IMT Belgrado, nelle serie minori del calcio serbo. Nel gennaio del 2022 è tornato al Voždovac, che lo ha acquistato a titolo definitivo.

### Nazionale
Il 25 gennaio 2023 ha esordito con la nazionale serba, disputando l'amichevole vinta 2-1 contro gli Stati Uniti.

## Statistiche

### Presenze e reti nei club
Statistiche aggiornate al 4 febbraio 2023.
| Stagione        | Squadra         | Campionato      | Campionato | Campionato | Coppe nazionali | Coppe nazionali | Coppe nazionali | Coppe continentali | Coppe continentali | Coppe continentali | Altre coppe | Altre coppe | Altre coppe | Totale | Totale |
| Stagione        | Squadra         | Comp            | Pres       | Reti       | Comp            | Pres            | Reti            | Comp               | Pres               | Reti               | Comp        | Pres        | Reti        | Pres   | Reti   |
| --------------- | --------------- | --------------- | ---------- | ---------- | --------------- | --------------- | --------------- | ------------------ | ------------------ | ------------------ | ----------- | ----------- | ----------- | ------ | ------ |
| 2020-2021       | IMT Belgrado    | 1L              | 17         | 0          | CS              | 3               | 0               |                    | -                  | -                  |             | -           | -           | 20     | 0      |
| 2021-gen. 2022  | IMT Belgrado    | 1L              | 19         | 1          | CS              | 0               | 0               |                    | -                  | -                  |             | -           | -           | 19     | 1      |
| gen.-giu. 2022  | Voždovac        | SL              | 5+6        | 0          | CS              | -               | -               |                    | -                  | -                  |             | -           | -           | 11     | 0      |
| 2022-2023       | Voždovac        | SL              | 19         | 0          | CS              | 0               | 0               |                    | -                  | -                  |             | -           | -           | 19     | 0      |
| Totale carriera | Totale carriera | Totale carriera | 66         | 1          |                 | 3               | 0               |                    | -                  | -                  |             | -           | -           | 69     | 1      |

### Cronologia presenze e reti in nazionale
| Cronologia completa delle presenze e delle reti in nazionale ― Serbia | Cronologia completa delle presenze e delle reti in nazionale ― Serbia | Cronologia completa delle presenze e delle reti in nazionale ― Serbia | Cronologia completa delle presenze e delle reti in nazionale ― Serbia | Cronologia completa delle presenze e delle reti in nazionale ― Serbia | Cronologia completa delle presenze e delle reti in nazionale ― Serbia | Cronologia completa delle presenze e delle reti in nazionale ― Serbia | Cronologia completa delle presenze e delle reti in nazionale ― Serbia |
| Data                                                                  | Città                                                                 | In casa                                                               | Risultato                                                             | Ospiti                                                                | Competizione                                                          | Reti                                                                  | Note                                                                  |
| --------------------------------------------------------------------- | --------------------------------------------------------------------- | --------------------------------------------------------------------- | --------------------------------------------------------------------- | --------------------------------------------------------------------- | --------------------------------------------------------------------- | --------------------------------------------------------------------- | --------------------------------------------------------------------- |
| 25-1-2023                                                             | Los Angeles                                                           | Stati Uniti                                                           | 1 – 2                                                                 | Serbia                                                                | Amichevole                                                            | -                                                                     | 76’                                                                   |
| Totale                                                                |                                                                       | Presenze                                                              | 1                                                                     |                                                                       | Reti                                                                  | 0                                                                     |                                                                       |